# Ángel Vallejo
Ángel Vallejo Domínguez (Ávila, 1 april 1981) is een Spaans wielrenner.

## Overwinningen
2006
10e etappe Ronde van Langkawi
2010
Eindklassement Ronde van León

## Resultaten in voornaamste wedstrijden
| Jaar | Ronde van Italië | Ronde van Frankrijk | Ronde van Spanje |
| ---- | ---------------- | ------------------- | ---------------- |
| 2006 |                  |                     | 58e              |
| 2007 |                  |                     | 47e              |

## Ploegen
- 2005 –  Relax-Fuenlabrada
- 2006 –  Relax-GAM
- 2007 –  Relax-GAM
- 2008 –  Centro Ciclismo de Loulé (vanaf 1-8)
- 2009 –  Andorra-Grandvalira

Alves · Aznar · Brito Da Costa · El Allaoui · Escobar · R.García de Mateos · V.García de Mateos · H.López · X.López · Moa · Pérez · Poezanov · Prades · Punzano · Ramos · Rovira · Torrent · Tsjoezjda · Vallejo